# Вихрова коваріація

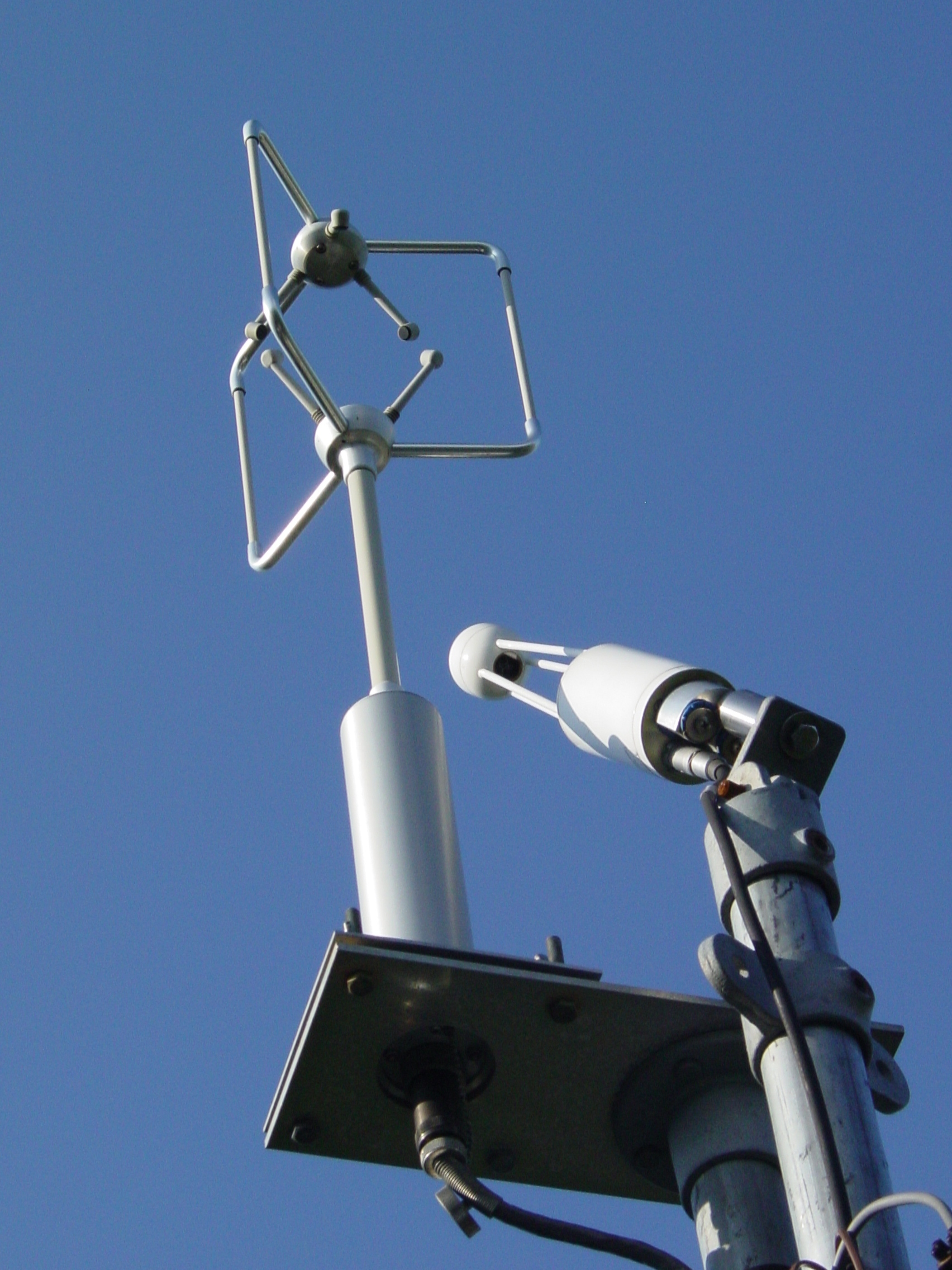
Система вихрової коваріації, що складається з ультразвукового анемометра та інфрачервоного газоаналізатора.

Вихрова коваріація (також відома як вихрова кореляція та вихровий потік) є ключовим методом вимірювання атмосфери для вимірювання та обчислення вертикальних турбулентних потоків у межах атмосферних шарів. Метод аналізує високочастотний вітер і скалярні ряди атмосферних даних, газ, енергію та імпульс , що дає значення потоків цих властивостей. Це статистичний метод, який використовується в метеорології та інших додатках (мікрометеорологія, океанографія, гідрологія, сільськогосподарські науки, промислові та нормативні застосування тощо) для визначення обмінних коефіцієнтів залишкових газів у природних екосистемах і сільськогосподарських полях, а також для кількісного визначення рівня викидів газів із інші території суші та води. Він часто використовується для оцінки імпульсу, тепла, водяної пари, вуглекислого газу та потоків метану.

## Інтернет-ресурси
- The Eddy Covariance Method Textbook [Архівовано 2016-03-31 у Wayback Machine.]
- Inter-comparison of Eddy Covariance Software
- Textbooks on Eddy Covariance from Google Books